# Hongarije op de Olympische Zomerspelen 2024
Hongarije nam deel aan de Olympische Zomerspelen 2024 in Parijs, Frankrijk. László Fábián ging mee als chef de mission.

## Medailleoverzicht
| Medaille | Naam                                                       | Sport            | Onderdeel                | Datum       |
| -------- | ---------------------------------------------------------- | ---------------- | ------------------------ | ----------- |
| Goud     | Hubert Kós                                                 | Zwemmen          | 200 m. rugslag (m)       | 1 augustus  |
| Goud     | Máté Tamás Koch Tibor Andrásfi Gergely Siklósi Dávid Nagy  | Schermen         | Degen team (m)           | 2 augustus  |
| Goud     | Kristóf Milák                                              | Zwemmen          | 100 m. vlinderslag (m)   | 2 augustus  |
| Goud     | Kristóf Rasovszky                                          | Zwemmen          | 10 km open water (m)     | 9 augustus  |
| Goud     | Viviana Márton                                             | Taekwondo        | Middengewicht -67 kg (v) | 9 augustus  |
| Goud     | Michelle Gulyás                                            | Moderne vijfkamp | individueel (v)          | 1 augustus  |
|          |                                                            |                  |                          |             |
| Zilver   | Kristóf Milák                                              | Zwemmen          | 200 m. vlinderslag (m)   | 31 juli     |
| Zilver   | Csanád Gémesi Krisztián Rabb András Szatmári Áron Szilágyi | Schermen         | Sabel team (m)           | 31 juli     |
| Zilver   | Bence Halász                                               | Atletiek         | Kogelslingeren (m)       | 4 augustus  |
| Zilver   | Tamara Csipes Alida Dóra Gazsó                             | Kanovaren        | K2 500 m (v)             | 9 augustus  |
| Zilver   | Bence Nádas Sándor Tótka                                   | Kanovaren        | K2 500 m (m)             | 9 augustus  |
| Zilver   | Tamara Csipes                                              | Kanovaren        | K1 500 m (v)             | 10 augustus |
| Zilver   | Ádám Varga                                                 | Kanovaren        | K1 1000 m (m)            | 10 augustus |
|          |                                                            |                  |                          |             |
| Brons    | Eszter Muhari                                              | Schermen         | Degen individueel (v)    | 27 juli     |
| Brons    | Veronika Major                                             | Schietsport      | 25 m sportpistool (v)    | 3 augustus  |
| Brons    | Noémi Pupp Sára Fojt Tamara Csipes Alida Dóra Gazsó        | Kanovaren        | K4 500 m (v)             | 3 augustus  |
| Brons    | Dávid Betlehem                                             | Zwemmen          | 10 km open water (m)     | 9 augustus  |
| Brons    | Noémi Pupp Sára Fojt                                       | Kanovaren        | K2 500 m (v)             | 9 augustus  |
| Brons    | Bálint Kopasz                                              | Kanovaren        | K1 1000 m (m)            | 10 augustus |

## Aantal Deelnemers
Hieronder volgt een overzicht van de atleten die zich kwalificeerden voor de Olympische Zomerspelen van 2024.
| Sport            | Mannen | Vrouwen | Totaal |
| ---------------- | ------ | ------- | ------ |
| Atletiek         | 6      | 12      | 18     |
| Boksen           | 2      | 1       | 3      |
| Gymnastiek       | 1      | 4       | 5      |
| Handbal          | 17     | 17      | 34     |
| Judo             | 4      | 3       | 7      |
| Kanovaren        | 9      | 7       | 16     |
| Moderne vijfkamp | 2      | 2       | 4      |
| Paardensport     | 1      | 0       | 1      |
| Roeien           | 1      | 0       | 1      |
| Schermen         | 9      | 6       | 15     |
| Schietsport      | 2      | 3       | 5      |
| Taekwondo        | 2      | 1       | 3      |
| Tafeltennis      | 1      | 2       | 3      |
| Tennis           | 2      | 0       | 2      |
| Triatlon         | 2      | 1       | 3      |
| Waterpolo        | 13     | 13      | 26     |
| Wielersport      | 1      | 1       | 2      |
| Worstelen        | 4      | 1       | 4      |
| Zeilen           | 1      | 1       | 2      |
| Zwemmen          | 12     | 11      | 23     |
| Totaal           | 92     | 86      | 178    |

## Deelnemers en Resultaten

### Atletiek

#### Loopnummers
Mannen
| atleet           | onderdeel         | series | series | herkansingen | herkansingen | halve finale   | halve finale   | finale         | finale         |
| atleet           | onderdeel         | tijd   | rang   | tijd         | rang         | tijd           | rang           | tijd           | rang           |
| ---------------- | ----------------- | ------ | ------ | ------------ | ------------ | -------------- | -------------- | -------------- | -------------- |
| Attila Molnár    | 400 m             | 45,24  | 6 H    | 45,45        | 3            | niet geplaatst | niet geplaatst | niet geplaatst | niet geplaatst |
| Máté Helebrandt  | 20 km snelwandlen | n.v.t. | n.v.t. | n.v.t.       | n.v.t.       | n.v.t.         | n.v.t.         | 1.27.17        | 44             |
| Bence Venyercsán | 20 km snelwandlen | n.v.t. | n.v.t. | n.v.t.       | n.v.t.       | n.v.t.         | n.v.t.         | 1.29.14        | 46             |

Vrouwen
| atlete                  | onderdeel          | voorronde | voorronde | series   | series | herkansingen | herkansingen | halve finale   | halve finale   | finale         | finale         |
| atlete                  | onderdeel          | tijd      | rang      | tijd     | rang   | tijd         | rang         | tijd           | rang           | tijd           | rang           |
| ----------------------- | ------------------ | --------- | --------- | -------- | ------ | ------------ | ------------ | -------------- | -------------- | -------------- | -------------- |
| Boglárka Takács         | 100 m              | bye       | bye       | 11,10    | 3 Q    | n.v.t.       | n.v.t.       | 11,26          | 7              | niet geplaatst | niet geplaatst |
| Boglárka Takács         | 200 m              | n.v.t.    | n.v.t.    | 23,16    | 6 H    | 23,05        | 2            | niet geplaatst | niet geplaatst | niet geplaatst | niet geplaatst |
| Viktória Wagner-Gyürkés | 5000 m             | n.v.t.    | n.v.t.    | 15.48,24 | 18     | n.v.t.       | n.v.t.       | n.v.t.         | n.v.t.         | niet geplaatst | niet geplaatst |
| Gréta Kerekes           | 100 m horden       | n.v.t.    | n.v.t.    | 13,50    | 7 H    | 13,20        | 5            | niet geplaatst | niet geplaatst | niet geplaatst | niet geplaatst |
| Luca Kozák              | 100 m horden       | n.v.t.    | n.v.t.    | 13,11    | 6 H    | 12,96 SB     | 3            | niet geplaatst | niet geplaatst | niet geplaatst | niet geplaatst |
| Viktória Madarász       | 20 km snelwandelen | n.v.t.    | n.v.t.    | n.v.t.   | n.v.t. | n.v.t.       | n.v.t.       | n.v.t.         | n.v.t.         | 1.35.54        | 42             |
| Rita Récsei             | 20 km snelwandelen | n.v.t.    | n.v.t.    | n.v.t.   | n.v.t. | n.v.t.       | n.v.t.       | n.v.t.         | n.v.t.         | 1.34.39        | 33             |

Gemengd
| atlete                        | onderdeel                | finale  | finale |
| atlete                        | onderdeel                | tijd    | rang   |
| ----------------------------- | ------------------------ | ------- | ------ |
| Barbara Oláh Bence Venyercsán | snelwandelen mixed relay | 3.05.18 | 21     |

#### Technische nummers
Mannen
| atleet       | onderdeel      | kwalificaties | kwalificaties | finale         | finale         |
| atleet       | onderdeel      | afstand       | rang          | afstand        | rang           |
| ------------ | -------------- | ------------- | ------------- | -------------- | -------------- |
| Bence Halász | hamerslingeren | 76,90         | 6 q           | 79,97          | Zilver         |
| Dániel Rába  | hamerslingeren | 72,29         | 21            | niet geplaatst | niet geplaatst |
| Donát Varga  | hamerslingeren | 71,65         | 25            | niet geplaatst | niet geplaatst |

Vrouwen
| atleet        | onderdeel        | kwalificaties | kwalificaties | finale         | finale         |
| atleet        | onderdeel        | afstand       | rang          | afstand        | rang           |
| ------------- | ---------------- | ------------- | ------------- | -------------- | -------------- |
| Réka Gyurátz  | hamerslingeren   | 64,77         | 30            | niet geplaatst | niet geplaatst |
| Hanga Klekner | polsstokspringen | 4,40          | 25            | niet geplaatst | niet geplaatst |
| Petra Farkas  | verspringen      | 71,65         | 21            | niet geplaatst | niet geplaatst |

#### Meerkamp
| atlete        | onderdeel | onderdeel | 100 h    | hs      | ks    | 200 m    | vs   | sw       | 800 m      | totaal | rang |
| ------------- | --------- | --------- | -------- | ------- | ----- | -------- | ---- | -------- | ---------- | ------ | ---- |
| Xénia Krizsán | zevenkamp | res.      | 13,61 SB | 1,77 SB | 13,89 | 24,92 SB | 6,03 | 49,52 SB | 2.06,27 PB | 6386   | 7    |
| Xénia Krizsán | zevenkamp | pnt.      | 1034     | 941     | 787   | 894      | 859  | 851      | 1020       | 6386   | 7    |
| Rita Nemes    | zevenkamp | res.      | 13,82    | 1,77    | 13,64 | 25,61    | 5,88 | 43,64    | 2.10,10 PB | 6060   | 18   |
| Rita Nemes    | zevenkamp | pnt.      | 1004     | 941     | 770   | 832      | 813  | 737      | 963        | 6060   | 18   |

### Boksen
Mannen
| atleet         | onderdeel     | eerste ronde         | tweede ronde         | kwartfinale          | halve finale         | finale               | rang           |
| atleet         | onderdeel     | tegenstander uitslag | tegenstander uitslag | tegenstander uitslag | tegenstander uitslag | tegenstander uitslag | rang           |
| -------------- | ------------- | -------------------- | -------------------- | -------------------- | -------------------- | -------------------- | -------------- |
| Richárd Kovács | lichtgewicht  | n.v.t.               | Garside W 5 - 0      | Oumiha V 0 - 5       | niet geplaatst       | niet geplaatst       | niet geplaatst |
| Pylyp Akilov   | middelgewicht | n.v.t.               | Khyzhniak V 0 - 4    | niet geplaatst       | niet geplaatst       | niet geplaatst       | niet geplaatst |

Vrouwen
| atlete      | onderdeel     | eerste ronde         | tweede ronde         | kwartfinale          | halve finale         | finale               | rang           |
| atlete      | onderdeel     | tegenstander uitslag | tegenstander uitslag | tegenstander uitslag | tegenstander uitslag | tegenstander uitslag | rang           |
| ----------- | ------------- | -------------------- | -------------------- | -------------------- | -------------------- | -------------------- | -------------- |
| Luca Hámori | weltergewicht | Walsh W 4 - 1        | Williamson W 5 - 0   | Khelif V 0 - 5       | niet geplaatst       | niet geplaatst       | niet geplaatst |

### Gymnastiek

#### Turnen
Mannen
| atleet              | onderdeel | kwalificatie | kwalificatie | kwalificatie | kwalificatie | kwalificatie | kwalificatie | kwalificatie | kwalificatie | finale  | finale  | finale  | finale  | finale  | finale  | finale | finale  |
| atleet              | onderdeel | toestel      | toestel      | toestel      | toestel      | toestel      | toestel      | totaal       | positie      | toestel | toestel | toestel | toestel | toestel | toestel | totaal | positie |
| atleet              | onderdeel | vloer        | voltige      | ringen       | sprong       | brug         | rekstok      | totaal       | positie      | vloer   | voltige | ringen  | sprong  | brug    | rekstok | totaal | positie |
| ------------------- | --------- | ------------ | ------------ | ------------ | ------------ | ------------ | ------------ | ------------ | ------------ | ------- | ------- | ------- | ------- | ------- | ------- | ------ | ------- |
| Krisztofer Mészáros | meerkamp  | 12,900       | 13,633       | 13,500       | 14,366       | 14,733       | 13,666       | 82,798       | 14 Q         | 13,933  | 14,100  | 13,400  | 14,400  | 14,300  | 13,766  | 83,899 | 9       |

Vrouwen
| Turnster(s)         | Onderdeel | Kwalificatie | Kwalificatie | Kwalificatie | Kwalificatie | Kwalificatie | Kwalificatie | Finale         | Finale         | Finale  | Finale  | Finale | Finale         |
| Turnster(s)         | Onderdeel | Toestel      | Toestel      | Toestel      | Toestel      | Totaal       | Plaats       | Toestel        | Toestel        | Toestel | Toestel | Totaal | Plaats         |
| Turnster(s)         | Onderdeel | Sprong       | Brug         | Balk         | Vloer        | Totaal       | Plaats       | Sprong         | Brug           | Balk    | Vloer   | Totaal | Plaats         |
| ------------------- | --------- | ------------ | ------------ | ------------ | ------------ | ------------ | ------------ | -------------- | -------------- | ------- | ------- | ------ | -------------- |
| Csenge Bácskay      | sprong    | 13,766       | n.v.t.       | n.v.t.       | n.v.t.       | n.v.t.       | 12           | niet geplaatst | n.v.t.         | n.v.t.  | n.v.t.  | n.v.t. | niet geplaatst |
| Bettina Lili Czifra | meerkamp  | 12,966       | 13,933       | 13,233       | 12,600       | 52,732       | 22 Q         | 12,966         | 13,900         | 11,400  | 12,833  | 51,099 | 21             |
| Zója Székely        | brug      | n.v.t.       | 13,433       | n.v.t.       | n.v.t.       | n.v.t.       | 34           | n.v.t.         | niet geplaatst | n.v.t.  | n.v.t.  | n.v.t. | niet geplaatst |

#### Ritmisch
| atlete          | onderdeel   | kwalificatie | kwalificatie | kwalificatie | kwalificatie | kwalificatie | kwalificatie | finale         | finale         | finale         | finale         | finale         | finale         |
| atlete          | onderdeel   | hoepel       | bal          | knotsen      | lint         | totaal       | rang         | hoepel         | bal            | knotsen        | lint           | totaal         | rang           |
| --------------- | ----------- | ------------ | ------------ | ------------ | ------------ | ------------ | ------------ | -------------- | -------------- | -------------- | -------------- | -------------- | -------------- |
| Fanni Pigniczki | individueel | 32,650       | 32,600       | 30,450       | 31,650       | 127,350      | 12 R2        | niet geplaatst | niet geplaatst | niet geplaatst | niet geplaatst | niet geplaatst | niet geplaatst |

### Handbal

#### Mannen
| Olympiër | Onderdeel | Resultaat  | Prestatie |
| --- | --------- | ---------- | --------- |
| Pedro Rodríguez Álvarez Gábor Ancsin Bence Bánhidi László Bartucz Richárd Bodó Bendegúz Bóka Gergő Fazekas Egon Hanusz Zoran Ilić Bence Imre Máté Lékai Patrik Ligetvári Roland Mikler Kristóf Palasics Miklós Rosta Adrián Sipos Zoltán Szita | Mannen    | groepsfase | zie onder |

| Pos | Team          | Wed | W | G | V | Ptn | DV  | DT  | +/− | Kwalificatie |
| --- | ------------- | --- | - | - | - | --- | --- | --- | --- | ------------ |
| 1   | Denemarken    | 5   | 5 | 0 | 0 | 10  | 165 | 133 | +32 | Kwartfinales |
| 2   | Egypte        | 5   | 3 | 1 | 1 | 7   | 148 | 140 | +8  | Kwartfinales |
| 3   | Noorwegen     | 5   | 3 | 0 | 2 | 6   | 139 | 136 | +3  | Kwartfinales |
| 4   | Frankrijk (G) | 5   | 2 | 1 | 2 | 5   | 129 | 131 | −2  | Kwartfinales |
| 5   | Hongarije     | 5   | 1 | 0 | 4 | 2   | 137 | 138 | −1  |              |
| 6   | Argentinië    | 5   | 0 | 0 | 5 | 0   | 131 | 171 | −40 |              |

| Groepsfase      |                |                |                |                |                |                |                |
| 27 juli 2024    | 11:00          | Hongarije      | 32 - 35        | Egypte         |                |                |                |
| 29 juli 2024    | 21:00          | Argentinië     | 25 - 35        | Hongarije      |                |                |                |
| 31 juli 2024    | 09:00          | Noorwegen      | 26 - 24        | Hongarije      |                |                |                |
| 2 augustus 2024 | 09:00          | Hongarije      | 25 - 28        | Denemarken     |                |                |                |
| 4 augustus 2024 | 16:00          | Hongarije      | 20 - 24        | Frankrijk      |                |                |                |
|                 |                |                |                |                |                |                |                |
| Kwartfinale     | niet geplaatst | niet geplaatst | niet geplaatst | niet geplaatst | niet geplaatst | niet geplaatst | niet geplaatst |
|                 |                |                |                |                |                |                |                |
| Halve finale    | niet geplaatst | niet geplaatst | niet geplaatst | niet geplaatst | niet geplaatst | niet geplaatst | niet geplaatst |
|                 |                |                |                |                |                |                |                |
| Finale          | niet geplaatst | niet geplaatst | niet geplaatst | niet geplaatst | niet geplaatst | niet geplaatst | niet geplaatst |

#### Vrouwen
| Olympiër | Onderdeel | Resultaat   | Prestatie |
| --- | --------- | ----------- | --------- |
| Anna Albek Blanka Böde-Bíró Réka Bordás Kinga Debreczeni-Klivinyi Petra Füzi-Tóvizi Viktória Győri-Lukács Kinga Janurik Gréta Kácsor Katrin Klujber Csenge Kuczora Gréta Márton Nikolett Papp Noémi Pásztor Petra Simon Zsófi Szemerey Nadine Szöllősi-Schatzl Petra Vámos | Vrouwen   | kwartfinale | zie onder |

| Pos | Team          | Wed | W | G | V | Ptn | DV  | DT  | +/− | Kwalificatie |
| --- | ------------- | --- | - | - | - | --- | --- | --- | --- | ------------ |
| 1   | Frankrijk (G) | 5   | 5 | 0 | 0 | 10  | 159 | 124 | +35 | Kwartfinales |
| 2   | Nederland     | 5   | 4 | 0 | 1 | 8   | 152 | 137 | +15 | Kwartfinales |
| 3   | Hongarije     | 5   | 2 | 1 | 2 | 5   | 137 | 140 | −3  | Kwartfinales |
| 4   | Brazilië      | 5   | 2 | 0 | 3 | 4   | 127 | 119 | +8  | Kwartfinales |
| 5   | Angola        | 5   | 1 | 1 | 3 | 3   | 131 | 154 | −23 |              |
| 6   | Spanje        | 5   | 0 | 0 | 5 | 0   | 111 | 143 | −32 |              |

| Groepsfase      |                 |                |                |                |                |                |                |
| 25 juli 2024    | 19:00           | Hongarije      | 28 - 31        | Frankrijk      |                |                |                |
| 28 juli 2024    | 09:00           | Brazilië       | 24 - 25        | Hongarije      |                |                |                |
| 30 juli 2024    | 16:00           | Hongarije      | 31 - 31        | Angola         |                |                |                |
| 1 augustus 2024 | 14:00           | Spanje         | 24 - 27        | Hongarije      |                |                |                |
| 3 augustus 2024 | 09:00           | Hongarije      | 26 - 30        | Nederland      |                |                |                |
|                 |                 |                |                |                |                |                |                |
| Kwartfinale     | 6 augustus 2024 | 17:30          | Hongarije      | 32 - 36        | Zweden         |                |                |
|                 |                 |                |                |                |                |                |                |
| Halve finale    | niet geplaatst  | niet geplaatst | niet geplaatst | niet geplaatst | niet geplaatst | niet geplaatst | niet geplaatst |
|                 |                 |                |                |                |                |                |                |
| Finale          | niet geplaatst  | niet geplaatst | niet geplaatst | niet geplaatst | niet geplaatst | niet geplaatst | niet geplaatst |

### Judo
Mannen
| atleet         | onderdeel | eerste ronde         | tweede ronde         | derde ronde          | kwartfinale          | halve finale         | herkansing           | finale / BM          | finale / BM    |
| atleet         | onderdeel | tegenstander uitslag | tegenstander uitslag | tegenstander uitslag | tegenstander uitslag | tegenstander uitslag | tegenstander uitslag | tegenstander uitslag | rang           |
| -------------- | --------- | -------------------- | -------------------- | -------------------- | -------------------- | -------------------- | -------------------- | -------------------- | -------------- |
| Bence Pongrácz | −66 kg    | n.v.t.               | Alhassane W 10 - 00  | Abe V 00 - 10        | niet geplaatst       | niet geplaatst       | niet geplaatst       | niet geplaatst       | niet geplaatst |
| Attila Ungvári | −81 kg    | bye                  | Zhubanazar W 01 - 00 | Casse V 00 - 10      | niet geplaatst       | niet geplaatst       | niet geplaatst       | niet geplaatst       | niet geplaatst |
| Krisztián Tóth | −90 kg    | n.v.T.               | Creț V 00 - 10       | niet geplaatst       | niet geplaatst       | niet geplaatst       | niet geplaatst       | niet geplaatst       | niet geplaatst |
| Zsombor Vég    | −100 kg   | n.v.t.               | Kukolj W 01 - 00     | niet geplaatst       | niet geplaatst       | niet geplaatst       | niet geplaatst       | niet geplaatst       | niet geplaatst |

Vrouwen
| atleet          | onderdeel | eerste ronde         | tweede ronde                | kwartfinale          | halve finale         | herkansing           | finale / BM          | finale / BM    |
| atleet          | onderdeel | tegenstander uitslag | tegenstander uitslag        | tegenstander uitslag | tegenstander uitslag | tegenstander uitslag | tegenstander uitslag | rang           |
| --------------- | --------- | -------------------- | --------------------------- | -------------------- | -------------------- | -------------------- | -------------------- | -------------- |
| Réka Pupp       | -52 kg    | bye                  | Sosorbaram W 10 - 00        | Giuffrida V 00 - 01  | niet geplaatst       | Primo W 10 - 00      | Buchard V 00 - 01    | =5             |
| Szofi Özbas     | −63 kg    | Zachová W 01 - 00    | Beauchemin-Pinard V 00 - 10 | niet geplaatst       | niet geplaatst       | niet geplaatst       | niet geplaatst       | niet geplaatst |
| Szabina Gercsák | −70 kg    | Coughlan V 00 - 01   | niet geplaatst              | niet geplaatst       | niet geplaatst       | niet geplaatst       | niet geplaatst       | niet geplaatst |

Gemengd
| atleet                                                                          | onderdeel | eerste ronde         | tweede ronde         | kwartfinale          | halve finale         | herkansing           | finale / BM          | finale / BM    |
| atleet                                                                          | onderdeel | tegenstander uitslag | tegenstander uitslag | tegenstander uitslag | tegenstander uitslag | tegenstander uitslag | tegenstander uitslag | rang           |
| ------------------------------------------------------------------------------- | --------- | -------------------- | -------------------- | -------------------- | -------------------- | -------------------- | -------------------- | -------------- |
| Réka Pupp Szofi Özbas Szabina Gercsák Zsombor Vég Bence Pongrácz Krisztián Tóth | team      | Italië V 1 - 4       | niet geplaatst       | niet geplaatst       | niet geplaatst       | niet geplaatst       | niet geplaatst       | niet geplaatst |

### Kanovaren

#### Sprint
Mannen
| atleet                                               | onderdeel  | series  | series | kwartfinale | kwartfinale | halve finale | halve finale | finale  | finale |
| atleet                                               | onderdeel  | tijd    | rang   | tijd        | rang        | tijd         | rang         | tijd    | rang   |
| ---------------------------------------------------- | ---------- | ------- | ------ | ----------- | ----------- | ------------ | ------------ | ------- | ------ |
| Balázs Adolf                                         | C-1 1000 m | 3.48,21 | 3 KF   | 3.53,65     | 1 HF        | 3.46,61      | 4 FA         | 3.49,83 | 7      |
| Dániel Fejes                                         | C-1 1000 m | 3.56,00 | 4 KF   | 3.47,88     | 1 HF        | 3.47,83      | 5 FB         | 3.50,22 | 10     |
| Balázs Adolf Jonatán Hajdu                           | C-2 500 m  | 1.40,02 | 4 KF   | 1.40,95     | 2 HF        | 1.39,83      | 2 FA         | 1.41,66 | 6      |
| Bálint Kopasz                                        | K-1 1000 m | 3.26,44 | 1 HF   | bye         | bye         | 3.28,76      | 1 FA         | 3.25,68 | Brons  |
| Ádám Varga                                           | K-1 1000 m | 3.28,56 | 1 HF   | bye         | bye         | 3.27,92      | 1 FA         | 3.24,76 | Zilver |
| Bence Nádas Sándor Tótka                             | K-2 500 m  | 1.29,08 | 2 HF   | bye         | bye         | 1.28,38      | 2 FA         | 1.27,15 | Zilver |
| Bálint Kopasz Ádám Varga                             | K-2 500 m  | 1.29,37 | 2 HF   | bye         | bye         | 1.29,66      | 5 FB         | 1.32,85 | 15     |
| Kolos Csizmadia István Kuli Bence Nádas Sándor Tótka | K-4 500 m  | 1.21,18 | 2 HF   | bye         | bye         | 1.21,07      | 2 FA         | 1.21,99 | 7      |

Vrouwen
| atlete                                              | onderdeel | series  | series | kwartfinale | kwartfinale | halve finale | halve finale | finale  | finale |
| atlete                                              | onderdeel | tijd    | rang   | tijd        | rang        | tijd         | rang         | tijd    | rang   |
| --------------------------------------------------- | --------- | ------- | ------ | ----------- | ----------- | ------------ | ------------ | ------- | ------ |
| Ágnes Kiss                                          | C-1 200 m | 48,00   | 3 KF   | 47,13       | 2 HF        | 47,01        | 8 FB         | 46,54   | 11     |
| Kincső Takács                                       | C-1 200 m | 46,60   | 3 KF   | 47,47       | 1 HF        | 46,37        | 4 FA         | 45,68   | 8      |
| Ágnes Kiss Bianka Nagy                              | C-2 500 m | 1.56,82 | 3 KF   | 1.58,89     | 1 HF        | 1.55,51      | 2 FA         | 1.54,90 | 4      |
| Tamara Csipes                                       | K-1 500 m | 1.50,21 | 1 HF   | bye         | bye         | 1.48,72      | 1 FA         | 1.48,44 | Zilver |
| Alida Dóra Gazsó                                    | K-1 500 m | 1.50,78 | 1 HF   | bye         | bye         | 1.49,76      | 1 FA         | 1.51,19 | 6      |
| Tamara Csipes Alida Dóra Gazsó                      | K-2 500 m | 1.42,68 | 3 KF   | 1.40,57     | 1 HF        | 1.39,76      | 3 FA         | 1.39,39 | Zilver |
| Sára Fojt Noémi Pupp                                | K-2 500 m | 1.39,44 | 3 KF   | 1.41,90     | 4 HF        | 1.39,89      | 4 FA         | 1.39,46 | Brons  |
| Tamara Csipes Alida Dóra Gazsó Sára Fojt Noémi Pupp | K-4 500 m | 1.33,42 | 2 FA   | n.v.t.      | n.v.t.      | bye          | bye          | 1.32,93 | Brons  |

### Moderne vijfkamp
| atleet          | onderdeel | onderdeel    | schermen (degen) | schermen (degen) | schermen (degen) | schermen (degen) | zwemmen (200 m vrije slag) | zwemmen (200 m vrije slag) | zwemmen (200 m vrije slag) | paardrijden (springen) | paardrijden (springen) | paardrijden (springen) | combinatie: schieten/lopen (10 m luchtpistool)/(3200 m) | combinatie: schieten/lopen (10 m luchtpistool)/(3200 m) | combinatie: schieten/lopen (10 m luchtpistool)/(3200 m) | totaal punten | rang |
| atleet          | onderdeel | onderdeel    | RR               | BR               | rang             | punten           | tijd                       | rang                       | punten                     | strafpunten            | rang                   | punten                 | tijd                                                    | rang                                                    | punten                                                  | totaal punten | rang |
| --------------- | --------- | ------------ | ---------------- | ---------------- | ---------------- | ---------------- | -------------------------- | -------------------------- | -------------------------- | ---------------------- | ---------------------- | ---------------------- | ------------------------------------------------------- | ------------------------------------------------------- | ------------------------------------------------------- | ------------- | ---- |
| Csaba Bőhm      | mannen    | halve finale | 13-22            | 4                | 14               | 194              | 1.59,50                    | 2                          | 311                        | 0                      | 2                      | 300                    | 10.04,64                                                | 4                                                       | 696                                                     | 1501          | 8 Q  |
| Csaba Bőhm      | mannen    | finale       | 13-22            | 0                | 18               | 190              | 1.58,94                    | 3                          | 313                        | 14                     | 15                     | 286                    | 9.44,87                                                 | 3                                                       | 716                                                     | 1505          | 13   |
| Balázs Szép     | mannen    | halve finale | 18-17            | 0                | 8                | 215              | 2.03,18                    | 11                         | 303                        | 7                      | 7                      | 293                    | 10.12,10                                                | 4                                                       | 688                                                     | 1499          | 7 Q  |
| Balázs Szép     | mannen    | finale       | 18-17            | 0                | 13               | 215              | 2.05,83                    | 15                         | 299                        | 0                      | 4                      | 300                    | 9.55,29                                                 | 8                                                       | 705                                                     | 1519          | 10   |
| Michelle Gulyás | vrouwen   | halve finale | 24-11            | 2                | 2                | 247              | 2.10,39                    | 2                          | 290                        | 14                     | 16                     | 286                    | 12.06,06                                                | 11                                                      | 574                                                     | 1397          | 3 Q  |
| Michelle Gulyás | vrouwen   | finale       | 24-11            | 0                | 2                | 245              | 2.12,44                    | 4                          | 286                        | 0                      | 1                      | 300                    | 11.10,01                                                | 7                                                       | 630                                                     | 1461 WR       | Goud |
| Blanka Guzi     | vrouwen   | halve finale | 15-20            | 0                | 15               | 200              | 2.16,93                    | 9                          | 277                        | 0                      | 5                      | 300                    | 11.20,80                                                | 2                                                       | 620                                                     | 1397          | 4 Q  |
| Blanka Guzi     | vrouwen   | finale       | 15-20            | 0                | 17               | 200              | 2.16,25                    | 7                          | 278                        | 0                      | 8                      | 300                    | 10.45,48                                                | 1                                                       | 655                                                     | 1433          | 4    |

### Paardensport

#### Eventing
| ruiter           | paard                | onderdeel   | dressuur    | dressuur | cross-country | cross-country | cross-country | springen     | springen     | springen     | springen       | springen       | springen       | totaal      | totaal |
| ruiter           | paard                | onderdeel   | dressuur    | dressuur | cross-country | cross-country | cross-country | kwalificatie | kwalificatie | kwalificatie | finale         | finale         | finale         | totaal      | totaal |
| ruiter           | paard                | onderdeel   | strafpunten | rang     | strafpunten   | totaal        | rang          | strafpunten  | totaal       | rang         | strafpunten    | totaal         | rang           | strafpunten | rang   |
| ---------------- | -------------------- | ----------- | ----------- | -------- | ------------- | ------------- | ------------- | ------------ | ------------ | ------------ | -------------- | -------------- | -------------- | ----------- | ------ |
| Balázs Kaizinger | Herr Cooles Classico | individueel | 45,80       | 62       | 16,00         | 61,80         | 45            | 10,00        | 71,80        | 41           | niet geplaatst | niet geplaatst | niet geplaatst | 71,80       | 41     |

### Roeien
Mannen
| atleet                    | onderdeel | series  | series | herkansingen | herkansingen | kwartfinale | kwartfinale | halve finale | halve finale | finale  | finale |
| atleet                    | onderdeel | tijd    | rang   | tijd         | rang         | tijd        | rang        | tijd         | rang         | tijd    | rang   |
| ------------------------- | --------- | ------- | ------ | ------------ | ------------ | ----------- | ----------- | ------------ | ------------ | ------- | ------ |
| Bendegúz Pétervári-Molnár | skiff     | 5.58,76 | 3 KF   | bye          | bye          | 7.05,04     | 4 HC/D      | 6.56,92      | 2 FC         | 6.47,81 | 16     |

Legenda: FA=finale A (medailles); FB=finale B (geen medailles); FC=finale C (geen medailles); FD=finale D (geen medailles); FE=finale E (geen medailles); FF=finale F (geen medailles); HA/B=halve finale A/B; HC/D=halve finale C/D; HE/F=halve finale E/F; KF=kwartfinale; H=herkansing

### Schermen
Mannen
| atleet                                                     | onderdeel  | eerste ronde         | tweede ronde         | derde ronde          | kwartfinale          | halve finale         | finale / BM          | finale / BM    |
| atleet                                                     | onderdeel  | tegenstander uitslag | tegenstander uitslag | tegenstander uitslag | tegenstander uitslag | tegenstander uitslag | tegenstander uitslag | rang           |
| ---------------------------------------------------------- | ---------- | -------------------- | -------------------- | -------------------- | -------------------- | -------------------- | -------------------- | -------------- |
| Tibor Andrásfi                                             | degen      | bye                  | Limardo W 15 - 10    | Lugo W 13 - 12       | Vismara W 15 - 13    | Kano V 13 - 14       | El-Sayed V 7 - 8     | 4              |
| Máté Koch                                                  | degen      | bye                  | Lugo V 10 - 15       | niet geplaatst       | niet geplaatst       | niet geplaatst       | niet geplaatst       | niet geplaatst |
| Gergely Siklósi                                            | degen      | bye                  | Jurka W 15 - 5       | Loyola V 13 - 14     | niet geplaatst       | niet geplaatst       | niet geplaatst       | niet geplaatst |
| Tibor Andrásfi Máté Koch Gergely Siklósi Dávid Nagy        | degen team | n.v.t.               | n.v.t.               | n.v.t.               | Kazachstan W 45 - 30 | Frankrijk W 45 - 30  | Japan W 26 - 25      | Goud           |
| Dániel Dósa                                                | floret     | bye                  | Tolba V 14 - 15      | niet geplaatst       | niet geplaatst       | niet geplaatst       | niet geplaatst       | niet geplaatst |
| Csanád Gémesi                                              | sabel      | bye                  | Dershwitz W 15 - 10  | Ferjani V 14 - 15    | niet geplaatst       | niet geplaatst       | niet geplaatst       | niet geplaatst |
| András Szatmári                                            | sabel      | bye                  | Epity V 13 - 15      | niet geplaatst       | niet geplaatst       | niet geplaatst       | niet geplaatst       | niet geplaatst |
| Áron Szilágyi                                              | sabel      | bye                  | Arfa V 8 - 15        | niet geplaatst       | niet geplaatst       | niet geplaatst       | niet geplaatst       | niet geplaatst |
| Csanád Gémesi András Szatmári Áron Szilágyi Krisztián Rabb | sabel team | n.v.t.               | n.v.t.               | n.v.t.               | Italië W 45 - 38     | Iran W 45 - 43       | Zuid-Korea V 41 - 45 | Zilver         |

Vrouwen
| atleet                                                   | onderdeel  | eerste ronde         | tweede ronde              | derde ronde          | kwartfinale          | halve finale         | finale / BM          | finale / BM    |
| atleet                                                   | onderdeel  | tegenstander uitslag | tegenstander uitslag      | tegenstander uitslag | tegenstander uitslag | tegenstander uitslag | tegenstander uitslag | rang           |
| -------------------------------------------------------- | ---------- | -------------------- | ------------------------- | -------------------- | -------------------- | -------------------- | -------------------- | -------------- |
| Eszter Muhari                                            | degen      | bye                  | Tang W 15 - 10            | Song S-r W 15 - 6    | Yu S W 15 - 10       | Mallo V 9 - 15       | Differt W 15 - 14    | Brons          |
| Flóra Pásztor                                            | floret     | bye                  | Dubrovich W 15 - 12       | Zang W 15 - 5        | Kiefer V 4 - 15      | niet geplaatst       | niet geplaatst       | niet geplaatst |
| Anna Márton                                              | sabel      | Paredes W 15 - 10    | Martín-Portugués W 15 - 8 | Pusztai W 15 - 7     | Kharlan V 7 - 15     | niet geplaatst       | niet geplaatst       | niet geplaatst |
| Liza Pusztai                                             | sabel      | bye                  | Battiston W 15 - 12       | Márton V 7 - 15      | niet geplaatst       | niet geplaatst       | niet geplaatst       | niet geplaatst |
| Luca Szűcs                                               | sabel      | bye                  | Criscio W 15 - 10         | Ilieva W 15 - 10     | Balzer V 12 - 15     | niet geplaatst       | niet geplaatst       | niet geplaatst |
| Anna Márton Liza Pusztai Luca Szűcs Sugár Katinka Battai | sabel team | n.v.t.               | n.v.t.                    | n.v.t.               | Japan V 37 - 45      | niet geplaatst       | niet geplaatst       | niet geplaatst |

### Schietsport
Mannen
| atleet       | onderdeel               | kwalificaties | kwalificaties | finale         | finale         |
| atleet       | onderdeel               | punten        | rang          | punten         | rang           |
| ------------ | ----------------------- | ------------- | ------------- | -------------- | -------------- |
| Zalán Pekler | 10 m luchtgeweer        | 628,4         | 17            | niet geplaatst | niet geplaatst |
| Zalán Pekler | 50 m geweer 3 houdingen | 582-32x       | 32            | niet geplaatst | niet geplaatst |
| István Péni  | 10 m luchtgeweer        | 628,3         | 18            | niet geplaatst | niet geplaatst |
| István Péni  | 50 m geweer 3 houdingen | 587-28x       | 21            | niet geplaatst | niet geplaatst |

Vrouwen
| atlete            | onderdeel               | kwalificaties | kwalificaties | finale         | finale         |
| atlete            | onderdeel               | punten        | rang          | punten         | rang           |
| ----------------- | ----------------------- | ------------- | ------------- | -------------- | -------------- |
| Eszter Mészáros   | 10 m luchtgeweer        | 628,6         | 15            | niet geplaatst | niet geplaatst |
| Eszter Mészáros   | 50 m geweer 3 houdingen | 577-29x       | 29            | niet geplaatst | niet geplaatst |
| Sára Ráhel Fábián | 10 m luchtpistool       | 566           | 33            | niet geplaatst | niet geplaatst |
| Sára Ráhel Fábián | 25 m pistool            | 582-17x       | 14            | niet geplaatst | niet geplaatst |
| Veronika Major    | 10 m luchtpistool       | 582           | 1 Q           | 114,0          | 8              |
| Veronika Major    | 25 m pistool            | 592-27x       | 1 Q           | 31             | Brons          |

Gemengd
| atlete                      | onderdeel | kwalificaties | kwalificaties | finale                 | finale         |
| atlete                      | onderdeel | punten        | rang          | tegenstander resultaat | rang           |
| --------------------------- | --------- | ------------- | ------------- | ---------------------- | -------------- |
| Eszter Mészáros István Péni | team      | 624,7         | 20            | niet geplaatst         | niet geplaatst |

### Taekwondo
Mannen
| atleet        | onderdeel | kwalificatie         | eerste ronde         | kwartfinale          | halve finale         | herkansing           | finale / BM          | finale / BM    |
| atleet        | onderdeel | tegenstander uitslag | tegenstander uitslag | tegenstander uitslag | tegenstander uitslag | tegenstander uitslag | tegenstander uitslag | rang           |
| ------------- | --------- | -------------------- | -------------------- | -------------------- | -------------------- | -------------------- | -------------------- | -------------- |
| Omar Salim    | -58 kg    | n.v.t.               | Guzmán W 2 - 1       | Dell'Aquila V 0 - 2  | niet geplaatst       | niet geplaatst       | niet geplaatst       | niet geplaatst |
| Levente Józsa | -68 kg    | n.v.t.               | Liang Y V 1 - 2      | niet geplaatst       | niet geplaatst       | niet geplaatst       | niet geplaatst       | niet geplaatst |

Vrouwen
| atleet         | onderdeel | kwalificatie         | eerste ronde         | kwartfinale          | halve finale         | herkansing           | finale / BM          | finale / BM |
| atleet         | onderdeel | tegenstander uitslag | tegenstander uitslag | tegenstander uitslag | tegenstander uitslag | tegenstander uitslag | tegenstander uitslag | rang        |
| -------------- | --------- | -------------------- | -------------------- | -------------------- | -------------------- | -------------------- | -------------------- | ----------- |
| Viviana Márton | -67 kg    | n.v.t.               | Gbagbi W 2 - 1       | Teachout W 2 - 1     | Chaâri W 2 - 0       | bye                  | Perišić W 2 - 0      | Goud        |

### Tafeltennis
Vrouwen
| atleet        | onderdeel | voorronde            | eerste ronde         | tweede ronde         | derde ronde          | kwartfinale          | halve finale         | finale / BM          | finale / BM    |
| atleet        | onderdeel | tegenstander uitslag | tegenstander uitslag | tegenstander uitslag | tegenstander uitslag | tegenstander uitslag | tegenstander uitslag | tegenstander uitslag | rang           |
| ------------- | --------- | -------------------- | -------------------- | -------------------- | -------------------- | -------------------- | -------------------- | -------------------- | -------------- |
| Georgina Póta | enkelspel | bye                  | Shan X W 4 - 3       | Shin Y B V 1 - 4     | niet geplaatst       | niet geplaatst       | niet geplaatst       | niet geplaatst       | niet geplaatst |

Gemengd
| atleet                      | onderdeel  | eerste ronde         | kwartfinale          | halve finale         | finale / BM          | finale / BM    |
| atleet                      | onderdeel  | tegenstander uitslag | tegenstander uitslag | tegenstander uitslag | tegenstander uitslag | rang           |
| --------------------------- | ---------- | -------------------- | -------------------- | -------------------- | -------------------- | -------------- |
| Nándor Ecseki Dóra Madarász | dubbelspel | Wong - Doo V 1 - 4   | niet geplaatst       | niet geplaatst       | niet geplaatst       | niet geplaatst |

### Tennis
Mannen
| atleet                     | onderdeel  | eerste ronde          | tweede ronde                    | derde ronde          | kwartfinale          | halve finale         | finale / BM          | finale / BM    |
| atleet                     | onderdeel  | tegenstander uitslag  | tegenstander uitslag            | tegenstander uitslag | tegenstander uitslag | tegenstander uitslag | tegenstander uitslag | rang           |
| -------------------------- | ---------- | --------------------- | ------------------------------- | -------------------- | -------------------- | -------------------- | -------------------- | -------------- |
| Márton Fucsovics           | enkelspel  | Nadal V 1-6, 6-4, 4-6 | niet geplaatst                  | niet geplaatst       | niet geplaatst       | niet geplaatst       | niet geplaatst       | niet geplaatst |
| Fábián Marozsán            | enkelspel  | Humbert V 3-6, 2-6    | niet geplaatst                  | niet geplaatst       | niet geplaatst       | niet geplaatst       | niet geplaatst       | niet geplaatst |
| Sander Gillé Joran Vliegen | dubbelspel | n.v.t.                | Griekspoor - Koolhof V 2-6, 3-6 | niet geplaatst       | niet geplaatst       | niet geplaatst       | niet geplaatst       | niet geplaatst |

### Triatlon
Individueel
| Atleet            | Evenement | Zwemmen(1.5 km) | Rang 1 | Fietsen (40 km) | Rang 2 | Lopen(10 km) | Totaal Tijd | Ranking |
| ----------------- | --------- | --------------- | ------ | --------------- | ------ | ------------ | ----------- | ------- |
| Bence Bicsák      | Mannen    | 20.55           | 22     | 51.35           | 12     | 31.12        | 1.45.14     | 16      |
| Csongor Lehmann   | Mannen    | 21.19           | 31     | 51.16           | 4      | 30.43        | 1.44.27     | 11      |
| Zsanett Bragmayer | Vrouwen   | 22.34           | 7      | 58.15           | 7      | 38.12        | 2.00.24     | 26      |

### Waterpolo

#### Mannen
| Waterpoloër(s) | Onderdeel | Resultaat |
| --- | --------- | --------- |
| Dániel Angyal Márk Bányai Gergő Fekete Balázs Hárai Szilárd Jansik Krisztián Manhercz Erik Molnár Ádám Nagy Márton Vámos Dénes Varga Vince Vigvári Soma Vogel Gergő Zalánki | Mannen    | 4         |

| Pos | Team          | Wed | W | WNS | VNS | V | GV | GT | GS  | Ptn | Kwalificatie |
| --- | ------------- | --- | - | --- | --- | - | -- | -- | --- | --- | ------------ |
| 1   | Spanje        | 5   | 5 | 0   | 0   | 0 | 67 | 39 | +28 | 15  | Kwartfinales |
| 2   | Australië     | 5   | 3 | 0   | 0   | 2 | 44 | 42 | +2  | 9   | Kwartfinales |
| 3   | Hongarije     | 5   | 3 | 0   | 0   | 2 | 62 | 54 | +8  | 9   | Kwartfinales |
| 4   | Servië        | 5   | 2 | 0   | 0   | 3 | 58 | 63 | −5  | 6   | Kwartfinales |
| 5   | Frankrijk (G) | 5   | 1 | 0   | 0   | 4 | 50 | 60 | −10 | 3   |              |
| 6   | Japan         | 5   | 1 | 0   | 0   | 4 | 60 | 83 | −23 | 3   |              |

| Groepsfase      |                  |           |                  |           |           |  |  |
| 28 juli 2024    | 19:30            | Frankrijk | 12 - 13          | Hongarije |           |  |  |
| 30 juli 2024    | 21:05            | Spanje    | 10 - 7           | Hongarije |           |  |  |
| 1 augustus 2024 | 21:05            | Hongarije | 17 - 10          | Japan     |           |  |  |
| 3 augustus 2024 | 15:00            | Australië | 9 - 8            | Hongarije |           |  |  |
| 5 augustus 2024 | 12:00            | Hongarije | 17 - 13          | Servië    |           |  |  |
|                 |                  |           |                  |           |           |  |  |
| Kwartfinale     | 7 augustus 2024  | 20:35     | Italië           | 10 - 12   | Hongarije |  |  |
|                 |                  |           |                  |           |           |  |  |
| Halve finale    | 9 augustus 2024  | 19:35     | Hongarije        | 8 - 9     | Kroatië   |  |  |
|                 |                  |           |                  |           |           |  |  |
| Bronzen Finale  | 11 augustus 2024 | 10:35     | Verenigde Staten | 11 - 8    | Hongarije |  |  |

#### Vrouwen
| Waterpoloster(s) | Onderdeel | Resultaat |
| --- | --------- | --------- |
| Kamilla Faragó Krisztina Garda Gréta Gurisatti Brigitta Horváth Rita Keszthelyi Dóra Leimeter Alda Magyari Geraldine Mahieu Boglárka Neszmély Rebecca Parkes Natasa Rybanska Dorottya Szilágyi Vanda Vályi | Vrouwen   |           |

| Pos | Team      | Wed | W | WNS | VNS | V | GV | GT | GS  | Ptn | Kwalificatie |
| --- | --------- | --- | - | --- | --- | - | -- | -- | --- | --- | ------------ |
| 1   | Australië | 4   | 2 | 2   | 0   | 0 | 33 | 28 | +5  | 10  | Kwartfinales |
| 2   | Nederland | 4   | 3 | 0   | 1   | 0 | 52 | 37 | +15 | 10  | Kwartfinales |
| 3   | Hongarije | 4   | 2 | 0   | 1   | 1 | 46 | 37 | +9  | 7   | Kwartfinales |
| 4   | Canada    | 4   | 1 | 0   | 0   | 3 | 37 | 49 | −12 | 3   | Kwartfinales |
| 5   | China     | 4   | 0 | 0   | 0   | 4 | 34 | 51 | −17 | 0   |              |

| Groepsfase      |       |           |  |           |  |  |  |
| 27 juli 2024    | 14:00 | Nederland |  | Hongarije |  |  |  |
| 29 juli 2024    | 20:05 | Hongarije |  | Canada    |  |  |  |
| 2 augustus 2024 | 20:05 | China     |  | Hongarije |  |  |  |
| 4 augustus 2024 | 14:00 | Hongarije |  | Australië |  |  |  |
|                 |       |           |  |           |  |  |  |
| Kwartfinale     |       |           |  |           |  |  |  |
|                 |       |           |  |           |  |  |  |
| Halve finale    |       |           |  |           |  |  |  |
|                 |       |           |  |           |  |  |  |
| Finale          |       |           |  |           |  |  |  |

### Wielersport

#### Mountainbiken
| atleet     | onderdeel               | tijd    | rang |
| ---------- | ----------------------- | ------- | ---- |
| Blanka Vas | cross-country (vrouwen) | 1.32.42 | 10   |

#### Wegwielrennen
Mannen
| atleet        | onderdeel    | tijd     | rang |
| ------------- | ------------ | -------- | ---- |
| Attila Valter | wegwedstrijd | 6.20.50  | 4    |
| Attila Valter | tijdrit      | 38.45,68 | 22   |

Vrouwen
| atleet     | onderdeel    | tijd    | rang |
| ---------- | ------------ | ------- | ---- |
| Blanka Vas | wegwedstrijd | 4.00.21 | 4    |

### Worstelen

#### Grieks-Romeinse stijl
Mannen
| atleet         | onderdeel | eerste ronde         | kwartfinale          | halve finale         | herkansing           | finale / BM          | finale / BM    |
| atleet         | onderdeel | tegenstander uitslag | tegenstander uitslag | tegenstander uitslag | tegenstander uitslag | tegenstander uitslag | rang           |
| -------------- | --------- | -------------------- | -------------------- | -------------------- | -------------------- | -------------------- | -------------- |
| Zoltán Lévai   | −77 kg    | Akbudak W 2 - 1      | Suleymenov V 1 - 1   | niet geplaatst       | niet geplaatst       | niet geplaatst       | niet geplaatst |
| Dávid Losonczi | −87 kg    | Huseynov W 5 - 2     | Komarov W 2 - 2      | Novikov V 1 - 3      | bye                  | Bisultanov V 1 - 2   | =5             |

#### Vrije stijl
Mannen
| atleet          | onderdeel | eerste ronde         | kwartfinale          | halve finale         | herkansing           | finale / BM          | finale / BM    |
| atleet          | onderdeel | tegenstander uitslag | tegenstander uitslag | tegenstander uitslag | tegenstander uitslag | tegenstander uitslag | rang           |
| --------------- | --------- | -------------------- | -------------------- | -------------------- | -------------------- | -------------------- | -------------- |
| Ismail Musukaev | −65 kg    | Akmataliev W 11 - 0  | Aliyev W 10 - 3      | Amouzad V 0 - 10     | bye                  | Dudaev V 12 - 13     | =5             |
| Dániel Ligeti   | −125 kg   | Mutuwa W 11 - 0      | Akgül V 0 - 8        | niet geplaatst       | niet geplaatst       | niet geplaatst       | niet geplaatst |

Vrouwen
| atleet         | onderdeel | eerste ronde         | kwartfinale          | halve finale         | herkansing           | finale / BM          | finale / BM    |
| atleet         | onderdeel | tegenstander uitslag | tegenstander uitslag | tegenstander uitslag | tegenstander uitslag | tegenstander uitslag | rang           |
| -------------- | --------- | -------------------- | -------------------- | -------------------- | -------------------- | -------------------- | -------------- |
| Bernadett Nagy | −76 kg    | Hooda V 2 - 12       | niet geplaatst       | niet geplaatst       | niet geplaatst       | niet geplaatst       | niet geplaatst |

### Zeilen
Mannen
| atleet         | onderdeel | race | race | race | race | race | race | race | race | race        | race        | race   | race   | race | netto punten | eindnotering |
| atleet         | onderdeel | 1    | 2    | 3    | 4    | 5    | 6    | 7    | 8    | 9           | 10          | 11     | 12     | M    | netto punten | eindnotering |
| -------------- | --------- | ---- | ---- | ---- | ---- | ---- | ---- | ---- | ---- | ----------- | ----------- | ------ | ------ | ---- | ------------ | ------------ |
| Jonatán Vadnai | ILCA 7    | 16   | 12   | 21   | 13   | 5    | 12   | 8    | 12   | geannuleerd | geannuleerd | n.v.t. | n.v.t. | 3    | 105          | 4            |

Vrouwen
| atlete     | onderdeel | race | race | race | race | race | race | race | race | race | race        | race   | race   | race           | netto punten | eindnotering |
| atlete     | onderdeel | 1    | 2    | 3    | 4    | 5    | 6    | 7    | 8    | 9    | 10          | 11     | 12     | M              | netto punten | eindnotering |
| ---------- | --------- | ---- | ---- | ---- | ---- | ---- | ---- | ---- | ---- | ---- | ----------- | ------ | ------ | -------------- | ------------ | ------------ |
| Mária Érdi | ILCA 6    | 20   | 19   | 33   | 14   | 25   | 24   | 14   | 1    | 1    | geannuleerd | n.v.t. | n.v.t. | niet geplaatst | 151          | 14           |

### Zwemmen
Mannen
| atleet                                                | onderdeel          | series   | series | halve finale   | halve finale   | finale         | finale         |
| atleet                                                | onderdeel          | tijd     | rang   | tijd           | rang           | tijd           | rang           |
| ----------------------------------------------------- | ------------------ | -------- | ------ | -------------- | -------------- | -------------- | -------------- |
| Szebasztián Szabó                                     | 50 m vrije slag    | 22,12    | 24     | niet geplaatst | niet geplaatst | niet geplaatst | niet geplaatst |
| Nándor Németh                                         | 100 m vrije slag   | 47,93    | 4 Q    | 47,61          | 3 Q            | 47,50          | 4              |
| Nándor Németh                                         | 200 m vrije slag   | DNS      | DNS    | niet geplaatst | niet geplaatst | niet geplaatst | niet geplaatst |
| Zalán Sárkány                                         | 400 m vrije slag   | 3.47,33  | 14     | n.v.t.         | n.v.t.         | niet geplaatst | niet geplaatst |
| Zalán Sárkány                                         | 800 m vrije slag   | 7.48,90  | 14     | n.v.t.         | n.v.t.         | niet geplaatst | niet geplaatst |
| Zalán Sárkány                                         | 1500 m vrije slag  | 14.52,42 | 11     | n.v.t.         | n.v.t.         | niet geplaatst | niet geplaatst |
| Dávid Betlehem                                        | 1500 m vrije slag  | 14.45,59 | 8 Q    | n.v.t.         | n.v.t.         | 14.40,91       | 4              |
| Dávid Betlehem                                        | 10km open water    | n.v.t.   | n.v.t. | n.v.t.         | n.v.t.         | 1.51.09,0      | Brons          |
| Kristóf Rasovszky                                     | 10km open water    | n.v.t.   | n.v.t. | n.v.t.         | n.v.t.         | 1.50.52,7      | Goud           |
| Ádám Jászó                                            | 100 m rugslag      | 53,97    | 19     | niet geplaatst | niet geplaatst | niet geplaatst | niet geplaatst |
| Hubert Kós                                            | 100 m rugslag      | 52,78    | 1 Q    | 52,98          | 10             | niet geplaatst | niet geplaatst |
| Hubert Kós                                            | 200 m rugslag      | 1.57,01  | 4 Q    | 1.55,96        | 1 Q            | 1.54,26        | Goud           |
| Hubert Kós                                            | 100 m vlinderslag  | 51,58    | 4 Q    | 52,22          | 16             | niet geplaatst | niet geplaatst |
| Kristóf Milák                                         | 100 m vlinderslag  | 50,19    | 1 Q    | 50,38          | 1 Q            | 49,90          | Goud           |
| Kristóf Milák                                         | 200 m vlinderslag  | 1.53,92  | 1 Q    | 1.52,72        | 1 Q            | 1.51,75        | Zilver         |
| Richárd Márton                                        | 200 m vlinderslag  | 1.56,03  | 6 Q    | 1.55,93        | 14             | niet geplaatst | niet geplaatst |
| Ádám Telegdy                                          | 200 m rugslag      | 1.57,98  | 16 Q   | 1.57,58        | 13             | niet geplaatst | niet geplaatst |
| Gábor Zombori                                         | 200 m wisselslag   | DNS      | DNS    | niet geplaatst | niet geplaatst | niet geplaatst | niet geplaatst |
| Gábor Zombori                                         | 400 m wisselslag   | 4.14,88  | 14     | n.v.t.         | n.v.t.         | niet geplaatst | niet geplaatst |
| Hubert Kós Ádám Jászó Nándor Németh Szebasztián Szabó | 4x100 m vrije slag | 3.12,96  | 7 Q    | n.v.t.         | n.v.t.         | 3.13,11        | 8              |

Vrouwen
| atleet                                                         | onderdeel          | series   | series | halve finale   | halve finale   | finale         | finale         |
| atleet                                                         | onderdeel          | tijd     | rang   | tijd           | rang           | tijd           | rang           |
| -------------------------------------------------------------- | ------------------ | -------- | ------ | -------------- | -------------- | -------------- | -------------- |
| Petra Senánszky                                                | 50 m vrije slag    | 25,21    | 24     | niet geplaatst | niet geplaatst | niet geplaatst | niet geplaatst |
| Lilla Minna Ábrahám                                            | 200 m vrije slag   | 1.57,77  | 13 Q   | 1.57,78        | 14             | niet geplaatst | niet geplaatst |
| Nikolett Pádár                                                 | 200 m vrije slag   | DSQ      | DSQ    | niet geplaatst | niet geplaatst | niet geplaatst | niet geplaatst |
| Ajna Késely                                                    | 400 m vrije slag   | 4.08,90  | 13     | n.v.t.         | n.v.t.         | niet geplaatst | niet geplaatst |
| Ajna Késely                                                    | 800 m vrije slag   | 8.36,13  | 13     | n.v.t.         | n.v.t.         | niet geplaatst | niet geplaatst |
| Vivien Jackl                                                   | 1500 m vrije slag  | 16.31,25 | 15     | n.v.t.         | n.v.t.         | niet geplaatst | niet geplaatst |
| Vivien Jackl                                                   | 400 m wisselslag   | 8.36,13  | 13     | n.v.t.         | n.v.t.         | niet geplaatst | niet geplaatst |
| Dóra Molnár                                                    | 200 m rugslag      | 2.10,51  | 8 Q    | 2.09,83        | 12             | niet geplaatst | niet geplaatst |
| Eszter Szabó-Feltóthy                                          | 200 m rugslag      | 2.09,72  | 3 Q    | 2.09,41        | 10             | niet geplaatst | niet geplaatst |
| Boglárka Kapás                                                 | 200 m vlinderslag  | 2.09,28  | 5 Q    | 2.09,23        | 14             | niet geplaatst | niet geplaatst |
| Dalma Sebestyén                                                | 200 m wisselslag   | 2.15,16  | 25     | niet geplaatst | niet geplaatst | niet geplaatst | niet geplaatst |
| Bettina Fábián                                                 | 10km open water    | n.v.t.   | n.v.t. | n.v.t.         | n.v.t.         | 2.04.16,9      | 5              |
| Lilla Minna Ábrahám Nikolett Pádár Petra Senánszky Panna Ugrai | 4x100 m vrije slag | 3.37,33  | 10     | n.v.t.         | n.v.t.         | niet geplaatst | niet geplaatst |
| Lilla Minna Ábrahám Ajna Késely Nikolett Pádár Panna Ugrai     | 4x200 m vrije slag | 7.52,25  | 2 Q    | n.v.t.         | n.v.t.         | 7.50,52        | 6              |